# كلوز ميخائيل مولر
كلوز ميخائيل مولر (بالدنماركية: Claus Michael Møller)‏ هو دراج دنماركي، ولد في 3 أكتوبر 1968 في يورينغ في الدنمارك.

## وصلات خارجية
- كلوز ميخائيل مولر على موقع الاتحاد الدولي للدراجات (الإنجليزية)
- كلوز ميخائيل مولر على موقع أرشيف الدراجات (الإنجليزية)
- كلوز ميخائيل مولر على موقع إحصائيات الدراجات الإحترافية (الإنجليزية)
- كلوز ميخائيل مولر على موقع أوليمبيديا (الإنجليزية)